# 韦恩·布拉文德尔
韦恩·布拉文德尔（西班牙語：Wayne Brabender，1945年10月16日—），西班牙男子篮球运动员。他曾代表西班牙國家的参加1974年和1982年国际篮联世界锦标赛。他也曾出战1972年和1980年夏季奥林匹克运动会。